# 保罗·波尔曼
保罗·波尔曼（荷蘭語：Paulus Gerardus Josephus Maria Polman，1956年7月11日—）是一位荷兰企业家。

## 生平
1956年出生于荷兰恩斯赫德，1977年毕业于格罗宁根大学，1979年毕业于辛辛那提大学。1979年进入宝洁担任成本分析师，1995年升任英国宝洁总监，2001年升任欧洲区总裁。2006年加入雀巢担任首席财务官和美洲区总裁。2009年加入联合利华担任集团首席执行官。2019年辞任由乔安路接替。此外他还担任世界企业永续发展委员会会长。

## 家庭
已婚有三个儿子。

## 荣誉
2014年6月获得母校格罗宁根大学荣誉博士学位。
2018年5月获得乔治梅森大学荣誉博士学位。

### 外国勋章奖章
- 大英帝国爵级司令勋章（英国，2017年[13]）